# 病院

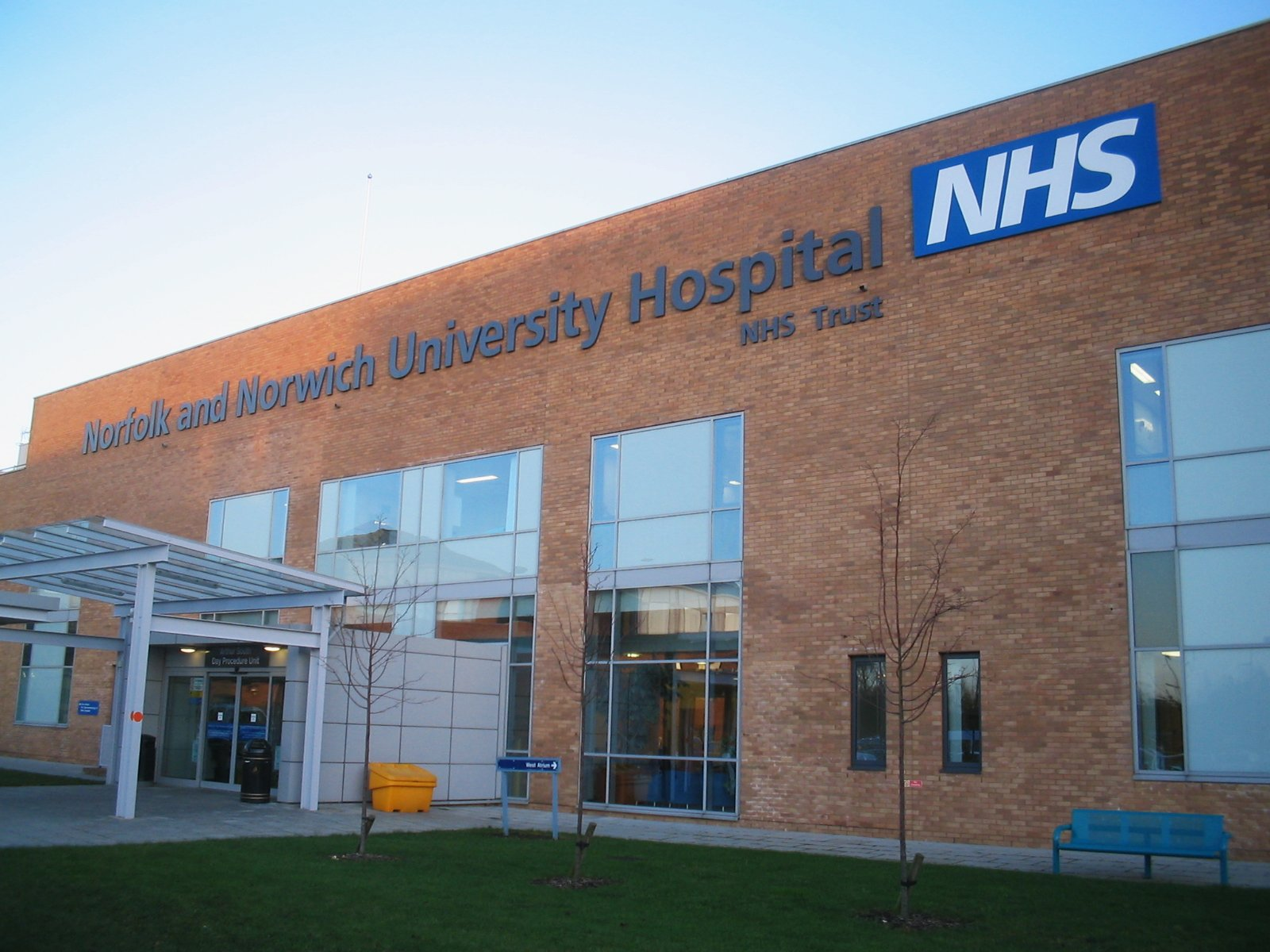
NHS Norfolk and Norwich University Hospital

日本の地図記号

病院（びょういん、英: hospital）は、疾病や疾患を抱えた患者に対し医療を提供する施設の中でも一定規模の施設のこと。
病院の設立者は公的セクターが多いが、保健組織（営利または非営利団体）、保険会社、慈善団体などがある。病院は歴史的に、その多くが宗教系修道会や慈善家によって設立・運営されてきた。

## 語源

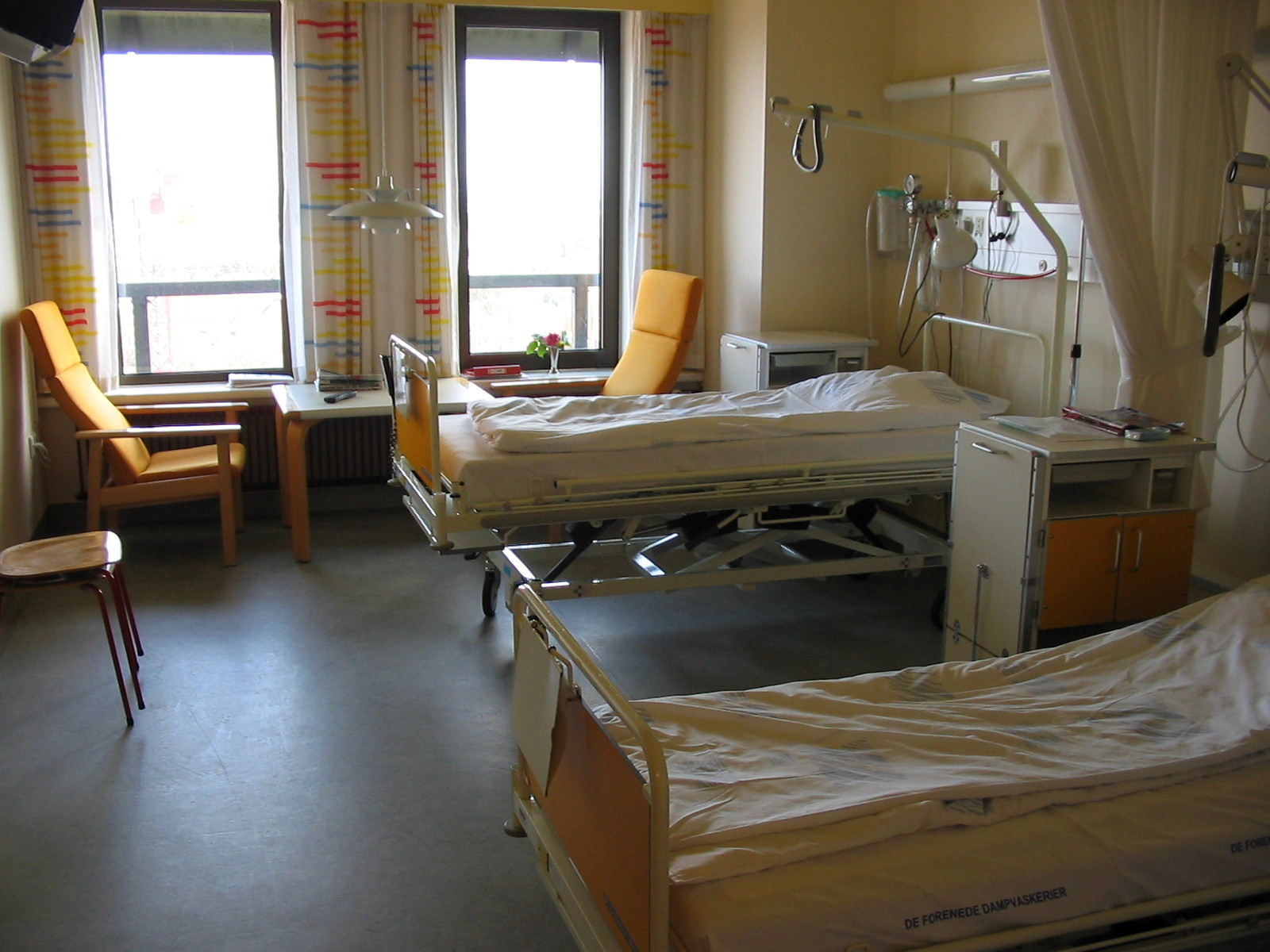
病室

「hospital」という言葉はラテン語 hospes（客）に由来し、「傷病者や病人の収容施設」という意味合いの言葉である（hotel などと語源は同じ）。そのためこの語はかつて老人ホーム、養老院、孤児院の意味でも使用されていた。
漢語「病院」は明末のイエズス会士ジュリオ・アレーニによる『職方外紀』（1623年）にはじめて現れる。この書物が江戸時代に輸入され、蘭学者によって使用された。戊辰戦争の頃に使用された「病院」という文字が書かれた旗が順天堂大学に保管されている。

## 歴史
古代ギリシアのアスクレーピオスの神殿が病院の一種として機能していたともいわれる。また、法顕『仏国記』によれば、西暦400年ごろのインドでは「福徳医薬舎」が建てられて、病人や不具者・孤児・貧窮した者などを集め、治療したり食事を与えたりしていた。
イスラム教世界では707年にシリアのダマスカスに病院が作られたのがはじめである。ハールーン・アッ＝ラシードのもとでバグダードに病院が作られた。
西洋のキリスト教世界では修道女・修道士が神に仕えるために病人を集めて日常生活上の世話をした。これは看護活動の原点でもある。宗教改革以降、プロテスタントの地では宗教から病院が切り離されるようになった。18世紀以降、病院は貧民救済から離れて、もっぱら病気やけがの治療のために使われるようになり、専門化していった。19世紀のフローレンス・ナイチンゲールは看護にも職業的訓練が必要なことを明らかにした。
日本で最初の病院は、1557年に医師でもあったポルトガルの宣教師ルイス・デ・アルメイダによって、現在の大分県大分市顕徳町2丁目にあったデウス堂の隣地に開設された病院であると言われ、外科、内科、ハンセン病科を備え、日本初の入院施設も備えていた。これが西洋医学が初めて導入された場所とも言われている。
戦時国際法では、病院への攻撃は禁止され、戦争犯罪である。

## 各国の病院

OECD諸国の人口あたりベッド数（機能別）。

### アメリカ合衆国
米国で最も優れた病院には、USニューズ&ワールド・レポート誌ではメイヨー・クリニックが選ばれた（2014-2015年）。民間企業ではホスピタルコーポレーション・オブ・アメリカはニューヨーク証券取引所に上場している。

### タイ
タイでは、バムルンラート病院などが上場され、同国の株価指数であるSET指数の構成銘柄に採用されている。

### 中国
料金の支払いには、城鎮基本医療保険加入者であれば医療保険カードが使用できる。

### マレーシア
IHHヘルスケアがマレーシア証券取引所およびシンガポール証券取引所に上場しており、同社は多国間展開するアジア最大の病院経営者である。

### 韓国
韓国内の大学病院など規模の大きい病院には、殯所と呼ばれる葬儀所（斎場）を設けている点で世界の中でも珍しい形態となっている。日本のように入院中に亡くなった遺体を一時的に保管する霊安室などとは異なり、病院内で葬儀を行うことが多い。病院で死を迎えることが多くなったことや、マンションなどで自宅で葬儀を執り行いづらくなっている事情、また病院内に一連の葬儀に関する施設が整っていることも理由とされる。入院中に亡くなった遺体以外にも、自宅で亡くなった遺体も病院付属の殯所へ移されることもある。各宗教にも対応しており、3日葬、5日葬というように出棺までの3日間、あるいは5日間遺族は葬儀場で一日中、弔問客を迎えることになる。ただし、火葬に関しては病院内では行われず、別途火葬場に移動したうえで行われる。

### 日本
医療法においての「病院」とは医療機関の機能別区分のうちの一つ。日本では医療法上、医師又は歯科医師が公衆又は特定多数人のため医業又は歯科医業を行う場所と定義され、病床数20床以上の入院施設（病棟）を持つものを指す（医療法第1条の5前段）。なお、無床もしくは19床以下の医療機関は診療所（入院施設を持つ場合は有床診療所）となる。「病院」は、傷病者が、科学的でかつ適正な診療を受けることができる便宜を与えることを主たる目的として組織され、かつ、運営されるものでなければならない（医療法第1条の5後段）とされる。
近年、日本では医療の普及の影響もあり、病院で一生の最期を終える人が増えてきている。また、人間が生まれる（出産）場もほとんどの場合病院・産院となってきている。
2025年3月に病院関係の6団体（日本病院会・全日本病院協会・日本医療法人協会・日本精神科病院協会・日本慢性期医療協会・全国自治体病院協議会）が行った調査では医業利益が赤字の病院は69％に上り、経常利益は61.2％の病院が赤字だった。【緊急調査】2024年度診療報酬改定後の病院の経営状況。同年6月に放送されたTV番組内において、合同調査の1つである日本病院会の相澤孝夫会長は「日本の病院の約７割が赤字。破綻もうじき来る」と発言。原因は診療報酬が長年ほぼ据え置きで上がらない一方で、給与費・委託費・水道光熱費など支出は上がっている状況があると語った。

#### 開設規制
|                  | 病院  | 一般診療所 | 歯科診療所 | 計      |
| ---------------- | ----- | ---------- | ---------- | ------- |
| 国               | 316   | 535        | 4          | 855     |
| 公的医療機関     | 1,181 | 3,663      | 248        | 5,092   |
| 社会保険関係団体 | 46    | 405        | 4          | 455     |
| 医療法人         | 5,632 | 47,479     | 16,946     | 70,057  |
| 個人             | 99    | 38,859     | 49,135     | 88,093  |
| その他           | 801   | 14,358     | 399        | 15,558  |
| 計               | 8,075 | 105,299    | 66,736     | 180,110 |

日本において病院の配置は都道府県の医療計画に基づいて行われ、医療法に基づく都道府県知事の許可を必要とする。ベッド数が過剰な場合は開設許可を与えないことも可能であり、需要調整がなされている。
病院の管理者（理事長など）は原則として医師・歯科医師でなければならない（医療法第10条。但し、管理者の急死等により医師以外が認められることもある）。
多くの病院は、医療法の非営利原則に基づき、地方公共団体、独立行政法人、事務組合や日本赤十字社など公的組織以外には、医療法人（他には各大学医学部の付属病院（大学病院）、社会福祉法人、宗教法人、協同組合など）を中心とした非営利組織（公益法人）にしか設立が認められず、会社組織は例外的に福利厚生を目的とした一部企業（ほとんどは大手企業の「健康保険組合」が運営している）や国の特殊法人が管轄した病院を引き継いだJR、NTT、日本郵政などが設立した病院（設立企業関係者以外の一般の部外者も診察することが前提）が存在する。ただし例外として、歴史的な経緯（戦前から営まれているなど）から株式会社として運営されている病院がある（麻生飯塚病院や大阪回生病院など）。これは医療機関運営に民間企業が参入しているケースとはやや異なるので例外である。
なお、「個人病院」という表記が時々見受けられるが、純粋な「個人病院」は下記の種類の中の「個人」となっている非法人立病院（個人事業主）の病院である。一人医師医療法人立病院などを「個人病院」と表記するのは異なっている。
建築基準法により、病院は第一種低層住居専用地域、第二種低層住居専用地域、工業地域、工業専用地域では設置できない（これに対し診療所は用途地域の別に関わりなく設置が可能である）。

#### 名称
「病院」と称することができる施設は、医療法上の病院に限定される。また、病院の名称には、公立・独立行政法人立（国立病院機構など）を除き、一般に「病院」の文言を含むこととされている（行政指導）。

#### 種類

##### 開設者による種類
（厚生労働省政策統括官による医療施設調査の開設者分類による）
- 国
  - 厚生労働省 - 国立ハンセン病療養所など
  - 独立行政法人国立病院機構
  - 国立大学法人 - （国立大学附属病院）
  - 独立行政法人労働者健康安全機構 - （労災病院）
  - 国立研究開発法人（国立高度専門医療研究センター）
  - 独立行政法人地域医療機能推進機構
  - その他の国の機関 - 防衛省（自衛隊病院、防衛医大病院）、法務省（医療刑務所、医療少年院）、宮内庁（宮内庁病院）など
- 公的医療機関
  - 都道府県 - 都道府県立病院
  - 市区町村 - 市区町村立病院
  - 地方独立行政法人 - 都道府県立病院・市区町村立病院の一部が移行
  - 公立大学法人（公立大学附属病院）など
  - 日本赤十字社
  - 済生会
  - 北海道社会事業協会
  - 厚生連 - （JA病院）
  - 国民健康保険団体連合会
- 社会保険関係団体
  - 健康保険組合およびその連合会
  - 共済組合及びその連合会 - 国家公務員共済組合連合会、日本私立学校振興・共済事業団、警察共済組合、公立学校共済組合など
  - 国民健康保険組合
- 社団法人・財団法人
  - 公益法人 - 公益社団法人、公益財団法人
  - 一般社団法人、一般財団法人
- 医療法人
  - 特定医療法人
  - 社会医療法人
- その他の法人
  - 学校法人 - （私立大学附属病院）
  - 宗教法人
  - 社会福祉法人
  - 生活協同組合 - （医療生協）
  - 株式会社 - 企業立病院（JR各社、NTT東日本、日本郵政（逓信病院）、東芝、東急など）
- 個人 - （個人病院）

##### 医療制度上の分類
- 医療法 等において、求められる機能に応じて病院の類型が定められており、類型毎に承認や認定等がされている[19]。

| 類型                                        | 位置づけ                                                                               | 認定等の方法                 | 認定等主体   | 類型が求めている主な機能                                                |
| ------------------------------------------- | -------------------------------------------------------------------------------------- | ---------------------------- | ------------ | ----------------------------------------------------------------------- |
| 特定機能病院                                | 医療法                                                                                 | 承認                         | 厚生労働大臣 | 高度な①医療提供、②研修（教育）、③医療技術の開発・評価（研究）、医療安全 |
| 地域医療支援病院                            | 医療法                                                                                 | 承認                         | 都道府県知事 | 臨床・教育（地域の医療従事者への研修等）                                |
| 臨床研究中核病院                            | 医療法                                                                                 | 承認                         | 厚生労働大臣 | 研究                                                                    |
| 紹介受診重点医療機関                        | 医療法                                                                                 | 公表                         | 都道府県     | 外来                                                                    |
| 救急告示病院                                | 救急病院等を定める省令 都道府県告示                                                    | 認定                         | 都道府県知事 | 救急医療                                                                |
| 二次救急医療機関                            | 通知「疾病・事業及び在宅医療に係る医療体制について（救急医療の体制構築に係る指針）」   | 都道府県知事が医療計画に記載 | 都道府県知事 | 救急医療                                                                |
| 三次救急医療機関 （救命救急センターを含む） | （同上）                                                                               | （同上）                     | 都道府県知事 | 救急医療                                                                |
| 災害拠点病院                                | 通知「災害時における医療体制の充実強化について                                         | 指定                         | 都道府県知事 | 災害医療                                                                |
| 総合周産期母子医療センター                  | 通知「疾病・事業及び在宅医療に係る医療体制について（周産期医療の体制構築に係る指針）」 | 指定                         | 都道府県知事 | 周産期医療                                                              |
| へき地医療拠点病院                          | 通知「へき地保健医療対策等実施要綱」                                                   | 指定                         | 都道府県知事 | へき地医療                                                              |
| 在宅療養支援病院                            | 告示「特掲診療料の施設基準等」                                                         | 届出                         | 地方厚生局長 | 在宅医療                                                                |
| 在宅療養後方支援病院                        | 告示「特掲診療料の施設基準等」                                                         | 届出                         | 地方厚生局長 | 在宅医療                                                                |

機能別の分類
- 急性期病院
- 回復期リハビリ病院
- 一般病院
- 療養型病院(介護療養型医療機関)
- 地域包括ケア病院

#### 病院会計
現在の日本では国民皆保険制度を採用しており、病院で診察を受けても全治療費における自己負担率は最大でも3割である。それ故、利用者にとってはさほど金銭の負担にならないことが多い。
特に正常分娩は、公的医療保険の対象外であり、出産育児一時金による立て替え払いに対応している病院でなければ、退院時に分娩費用の全額を一括で支払わなければならない。また、受診時に保険証（コピー不可）の原本を所持していないと、その時点での治療費は未保険者同様原則全額支払となる。そうなった場合、その際の領収書を所定の申請書に沿えて保険者に提出することで、原則本来の自己負担分を差し引いた金額が払い戻される。

#### クレジットカード・デビットカード決済
2004年頃からビザ・インターナショナルのCMで、『病院での支払いもVISAで』というキャッチで流されたが、医療費の支払いが高騰化した現代、外来での会計は一件あたり1万円以内の金額が多数であっても、入院治療費用の支払いでは一件当たり数万円 - 百万円超と高額であるため、現金が手許にない時にクレジットカードで立て替え払い出来るという潜在的ニーズと、そのニッチな分野でのクレジットカード会社の加盟店手数料収入が大きく見込める点から、2004年から全国の国立病院機構・赤十字病院・労災病院のほとんどがクレジットカード・デビットカードでの支払いに対応した。（国立病院機構でのサービスはカード決済での公金収納のモデルとなり、藤沢市では税金をクレジットカード決済で収納出来るようになった）
国の機関の場合、金銭の収納は原則として現金に限るため、クレジットカード等での支払いはできなかったが、国立病院の独立行政法人（国立病院機構）化、国立大学の国立大学法人化により会計法上の制約が外れ、その国立（大学）病院がクレジットカードの取扱いを始めたことから公立、民間の他の病院も追随することとなった。特に、病院に設置された銀行のATMが撤去されるケースが増えていることも、クレジットカード対応を加速している。
近年、治療費の支払いをATM様の機械で行う自動精算機が導入されている病院が有る（電子カルテシステム等と連動している）が、そこでカード決済を行う際はカードの暗証番号入力が必要である。
利用者（患者）側のメリット
- 治療費を支払う為に高額な現金を持ち歩く必要がなく、万一盗難に遇っても被害が縮小する。
- 自身の懐次第で治療費を一括払いの他、分割・リボルビング払いにも出来る。（但し、限度額の範囲を超えての利用は原則出来ない）
- クレジットカードのポイントが、クレジットでのショッピング同様に貯まる。
- 利用明細書に利用箇所・金額などが印字される。（家計簿代わりや後々の記録に利用できる。）

病院側のメリット
- 現金の取扱高減少で現金管理が軽減される。
- 未収金の減少（クレジットカードで支払った場合の債権者は利用者のカード会社となる）。
- 自動支払機を導入している場合、貨幣トラブル（ジャム詰まり）などが減少すると共に1分前後で会計手続きが完了し、会計窓口混雑の軽減が可能。（紙幣50枚までしか受け入れない機種が多い。）
- 特定クレジットカード会社との加盟店契約だけで、デビットカードも取り扱うことができる。
- クレジットカード会社のホームページやパンフレットで利用可能医療機関として掲載が可能。

デメリット
- 入院・人間ドック・自由診療などで診療代が高額になると思われる場合は、予め患者が自身のカード利用可能額を調べる必要がある。（デビットカードは、一日あたり50~200万円迄の磁気キャッシュカード利用限度額に含まれている事が多い。また、クレジットカードは事前にカード発行会社へ事前に利用用途を連絡し、審査をパスすれば一時的に利用可能額の引き上げも可能。）
- 通信回線の使用料や、患者の決済取引額に応じた加盟店手数料（1% - 5%程度と言われる。なお総務省中部管区行政評価局で管内の国立（大学）病院を調査した結果では0.6 - 1%[20]、医療機関向けクレジットカード決済仲介会社「コイニー」の場合3.24%[21]）を医療機関（加盟店）側からアクワイヤー（取り纏め契約カード会社）に負担する必要が生じ、その分利益率が削られる。
- 医療機関（加盟店）が停電した場合（災害時など）、カード決済が利用できない可能性がある。
- 予め医療機関へ手持ちのクレジットカード（国際ブランド）での決済に対応しているか確認が必要。
  - クレジットカードでの支払いを受け付ける病院で、2015年時点では日本で発行されている主要ブランドのうち、VISA・MasterCard・JCBはほとんどの病院が対応している。American Express・Diners Clubは対応していない病院がある。中国銀聯は一部に限られる。一方で日本では発行されていないDiscoverが利用できる病院もある。

なお、以前から元々治療費が高額（自由診療主体）で、決済金額の5%から10%程度のクレジットカードの利用手数料を支払ってもかまわない人間ドック・歯科・美容整形外科などの各専門クリニック・病院では、独自にカード会社と加盟店契約をして取り扱えたが、ど2004年以降、私立病院・大学医学部付属病院を中心に普及し始めているほか、東京大学医学部附属病院とライフの提携カード「ゆーとむカード」では、外来時の診療・検査終了後に会計計算窓口に立ち寄らず・待たずにそのまま帰宅する『エクスプレス会計』というポストペイサービスを提供しており、他病院への汎用化も検討しているとプレスされている。

## 批判

OECD各国の平均入院日数（急性医療）

病院の業務は、健康上の問題を持つ人の診療が主である。患者の急性期・亜急性期・慢性期等の状態に応じて、継続的な看護もしくは観察の必要がある患者について入院加療を行う。その一方で、特に慢性期・介護療養医療施設等においては、認知症や麻痺、精神疾患などのため一般社会で生活していくことが困難な人が医学的必要性の有無にかかわらず病院に長期入院せざるを得なくなる状況があり、これらはドイツでは病院誤用（Fehlbelegung）、日本では社会的入院として知られている。
特に日本の病院は平均入院日数の長さが指摘されており、長年OECD中1位を維持している。これは健常者以外を社会に受け入れることが困難な日本の福祉体制を反映するものとなっている。とりわけ入院患者の約1/3は精神科病棟の入院者であり、こうした状況を日本医師会会長武見太郎は「精神医療は牧畜業だ」と喝破した。OECDは日本の状況を「患者を入院させたままにすることは病院収入を増やす簡単な方法である」、「日本の精神保健政策は他国に比べ『脱施設化』が遅れており、精神科病床の多さなど悪い意味で突出している」などと報告している。

### 診療報酬の改訂による諸問題
- 2006年に行われた診療報酬改定により、従来の看護配置基準以外に、7:1看護配置基準の枠が設けられた。その上で7:1看護配置基準を満たせない病院においては、診療報酬が大幅に引き下げられた。そのため、目標とする看護師数を確保できず、病床数を減らし診療報酬基準を満たそうとする病院や、経営状態が悪化し倒産に追い込まれる病院が増えている。
- その一方で、大阪府内の病院に於いて、所得隠しを行って経費を過大計上した上に、捻出した金で医師や看護師を他病院から引き抜いていた事例が発覚している[26]。

## 病院建築
医療行為とは古くから行われている伝統的な行為であるので、病院に関しても長い歴史の中では世界遺産となったものもある。メキシコのオスピシオ・カバーニャスやスペインのサン・パウ病院、トルコのディヴリーイの大モスクと病院がその例である。

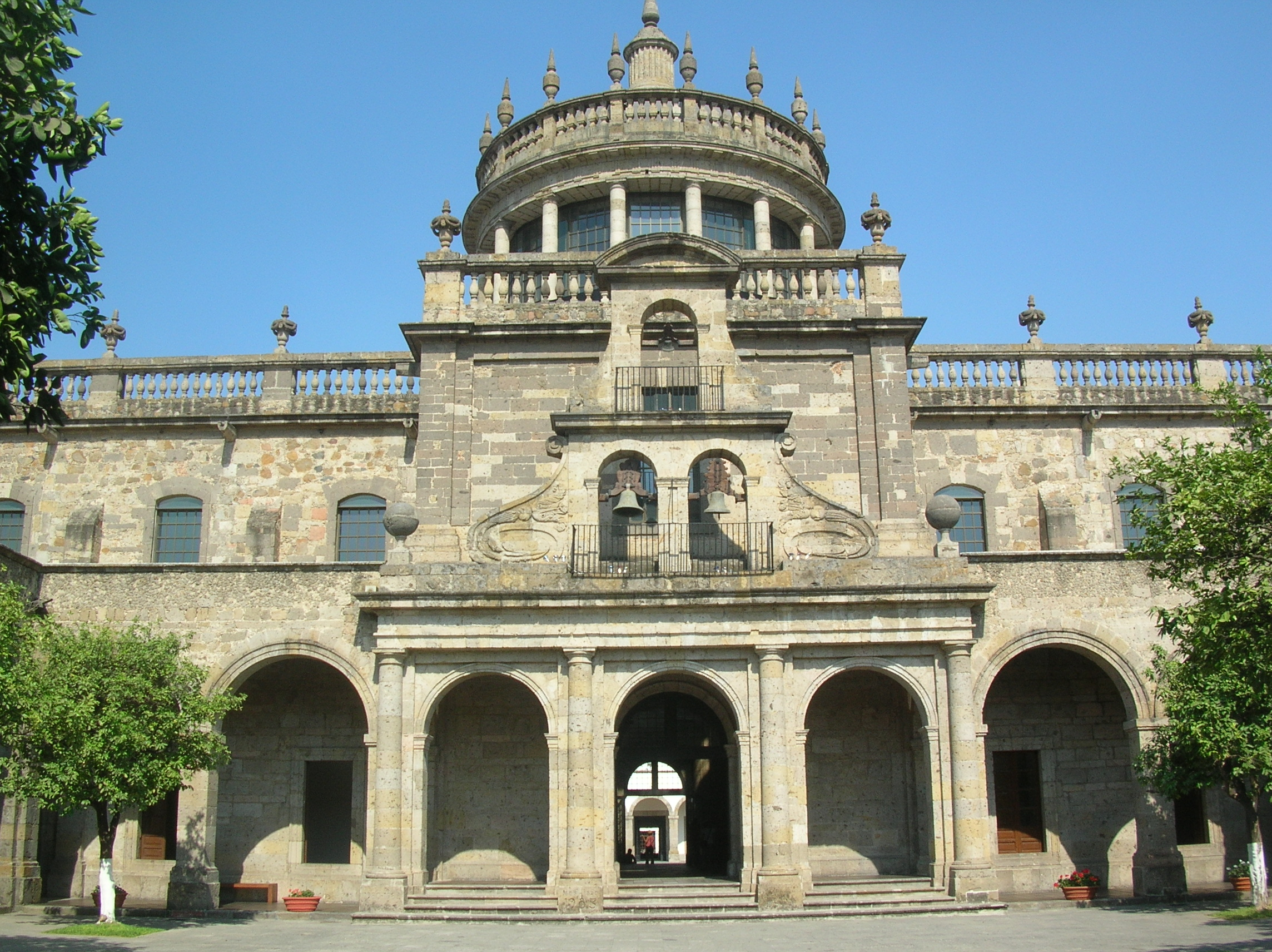
オスピシオ・カバーニャス
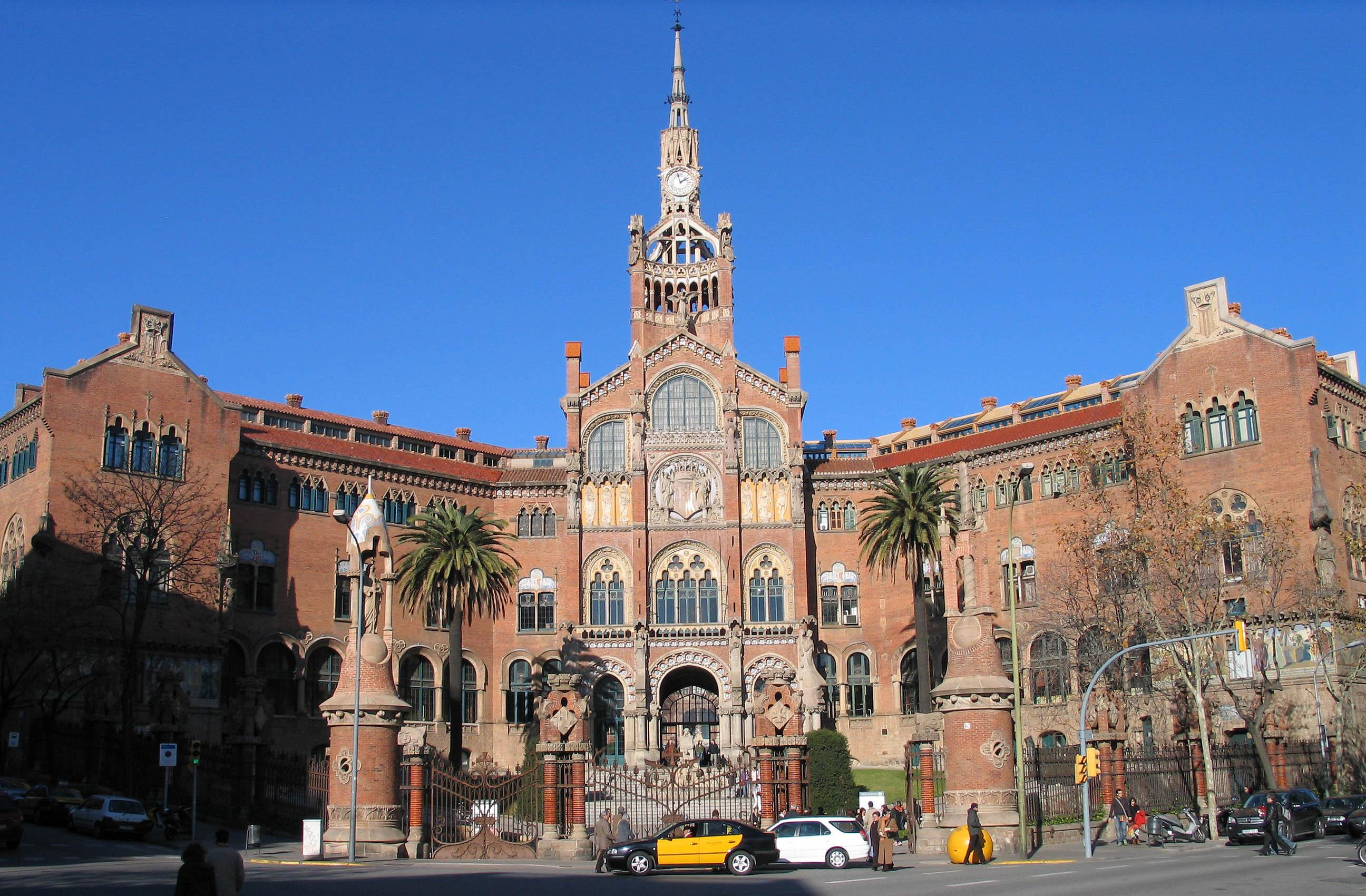
サン・パウ病院
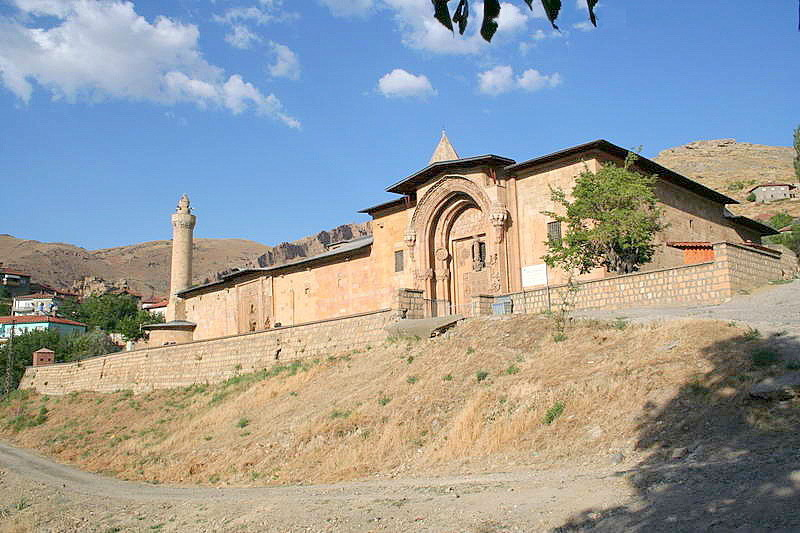
ディヴリーイの大モスクと病院

近代までは病院とは感染症患者や精神病患者を隔離する、或いは貧しい患者に食事とベッドを提供すると言う役割の方が大きかった。そのため貧困層向けの病棟は常に定員オーバーであり、一つのベッドを数人が共有すると言うことも行われており、現在も途上国では同様であることが多い。
これに対し裕福な層は自宅で療養し、医師の往診を受け、メイドによる介護を受けていた。これと同等に近い環境を目指し、治癒を目的とした病院を提唱したのがフローレンス・ナイチンゲールである。彼女の提唱したナイチンゲール病棟は、二十数人程度の患者を一つの看護単位とし、限られた看護師しかいない状況でも出来るだけ手厚い看護と治療を受けられるようにしたものである。
20世紀に入ると、病院もモダニズム建築の影響を受ける。20世紀前半には、学校や拘置所・刑務所と言った施設と同じような設計思想で作られていた。すなわち採光を良くする為に細長いフロアで中廊下型が多く、病室と並ぶ形でナースステーションが存在した。
20世紀も後半に入ると、アメリカ合衆国を中心に、病院に特化した設計思想が生まれてくる。ナースステーションから各病室への距離を縮めるためにフロアの中心に置き、さらにフロアの形状も円形や三角形、多角形などとして動線が工夫された。全室を個室や2人部屋以下とするのも、一つには動線の短縮のためである。
日本でこうした設計思想が取り入れられ始めたのは1990年代からであるが、現在では大学病院や都道府県立病院などの改築の際にはほとんどこの設計思想が取り入れられている。